# سيشيرو إيتاجاكي
سيشيرو إيتاجاكي (باليابانية: 板垣 征四郎) - بالهيبرون:Seishirō Itagaki) - (21 يناير 1885-23 ديسمبر 1948)؛ كان جنرال الجيش الإمبراطوري الياباني في الحرب العالمية الثانية ووزير حرب. بعد الحرب ، تم احتجازه من قبل
سلطات SCAP واتهم بجرائم حرب ، وتحديدًا لعلاقته بالفتح الياباني لمنشوريا ، وتصعيده للحرب ضد الحلفاء خلال فترة توليه منصب وزير الحرب ، و بسبب السماح بالمعاملة اللاإنسانية لـ أسرى الحرب خلال فترة عمله كقائد للقوات اليابانية في جنوب شرق آسيا. وأدين بالتهم 1 و 27 و 29 و 31 و 32 و 35 و 36 و 54 وحكم عليه بالإعدام في عام 1948 من قبل المحكمة الجنائية العسكرية الدولية للشرق الأقصى. تم شنق إيتاجاكي في 23 ديسمبر 1948 في سجن سوجامو ، طوكيو.